# Покуццє (Коломия)
Військово-цивільний спортивний клуб «Покуццє» Коломия або просто «Покуццє» (пол. Wojskowo-Cywilny Klub Sportowy Pokucie Kołomyja)  — польський футбольний клуб з міста Коломия Станиславівського воєводства (Івано-Франківська область).

## Хронологія назв
- 1919—1939: Військово-цивільний спортивний клуб «Покуццє» Коломия (пол. Wojskowo-Cywilny Klub Sportowy Pokucie Kołomyja)

## Історія
Футбольна команда «Покуццє» була заснована в Коломиї на початку XX століття. Ще в 1921 році в місті існували декілька польських та єврейських клубів, а також дві українські команди: «Довбуш» (організована «Пластом» на чолі з Петром Франком, сином Івана Франка), та «Хортиця», в якій виступали учні гімназії. Сильною та добре організованою командою була «Сокіл», створена дещо пізніше. Проте найсильнішими клубами міста того часу були Військово-цивільний спортивний клуб «Покуццє» (Коломия) та команда Єврейського гімнастичного товариства «Дрор».
Історія клубу «Покуццє» розпочинається з історії команди 49-о гуцульського стрілецького полку. «Покуццє» вдало грало з футбольними клубами Станіславова. У «Сокола» був власний стадіон, збудований у 1928 році. Тепер — стадіон «Юнак». Найкращим стадіоном у тогочасній Коломиї був домашній стадіон 49-о стрілецького полку. Він був огороджений, мав достатньо великі трибуни, 6 бігових доріжок, розміри поля — 110 x 74 м. Порядок на стадіоні охороняли військові, вхід оплачувався, був відкритий буфет. Тренером команди був старший сержант, пан Голд.
«Покуццє» та «Дрор» були серед команд, які виступали в чемпіонаті. Спочатку обидві команду виступали в Клясі B підгрупи Станіславова, а після створення станіславівського ОЗПН в 1934 році отримали право грати в Клясі A, в якій виступали до 1939 року. Клуб «Дрор» спочатку брав участь у Клясі C підгрупи Станіславова, а з 1932 року — в Клясі B. Значного успіху команда не досягла.
Важливою подією в житті міста був приїзд сильних клубів того часу, таких як «Чарні» (Львів), «Гасмонея» (Львів), «Драгош Воде» (Чернівці), «Погонь» (Стрий), «Ресовія», «Ревера» (Станиславів). У 1933 році до Коломиї приїхав всесвітньо відомий клуб «Хакоах» (Відень). З рахунком 9:3 австрійці розгромили збірну міста, сформовану перерважно з гравців 49-о полку піхоти.
У вересні 1939 року, коли розпочалася Друга світова війна, клуб припинив існування. Танки Червоної армії знищили стадіон «Покуцця».